# 只見川

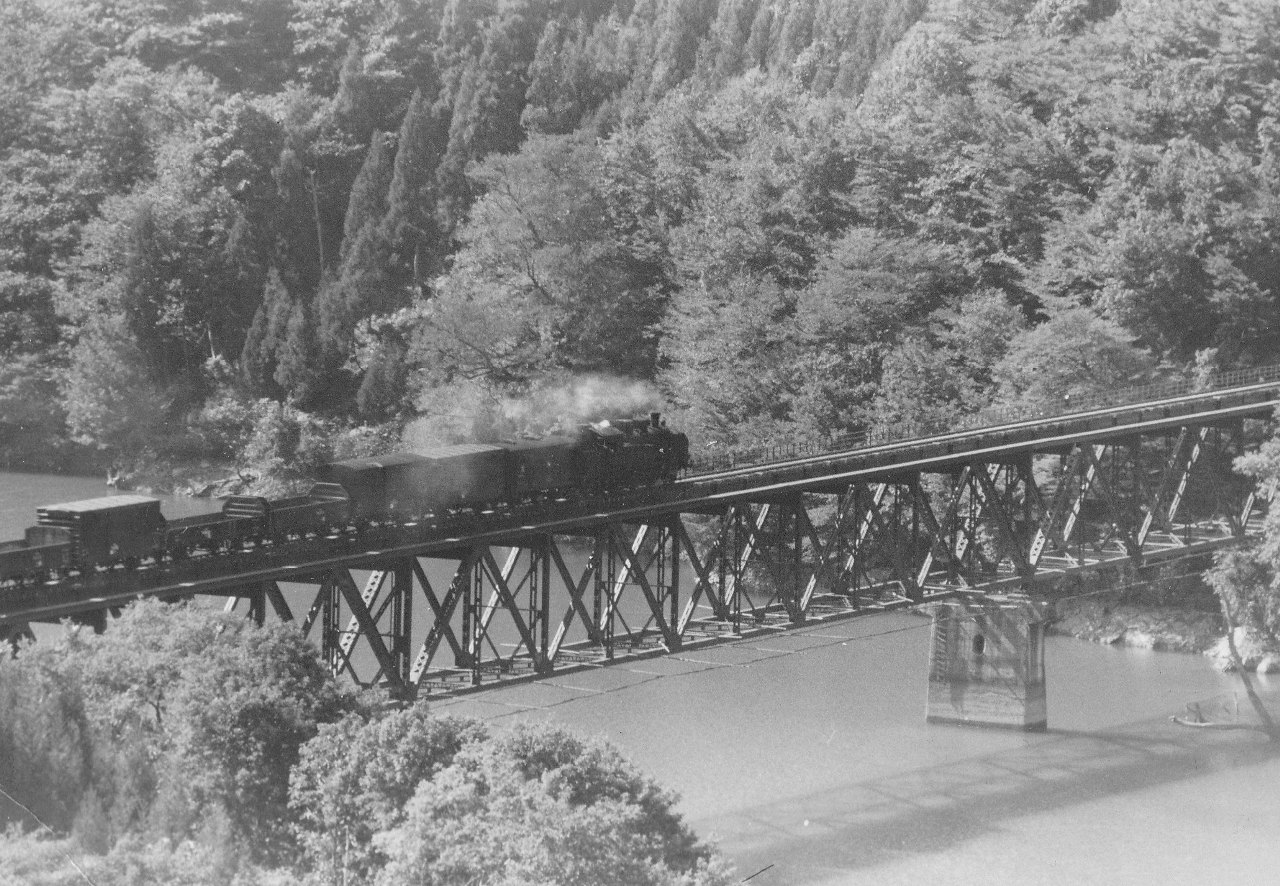
第三只見川橋梁を渡るC11形蒸気機関車（1973年9月）

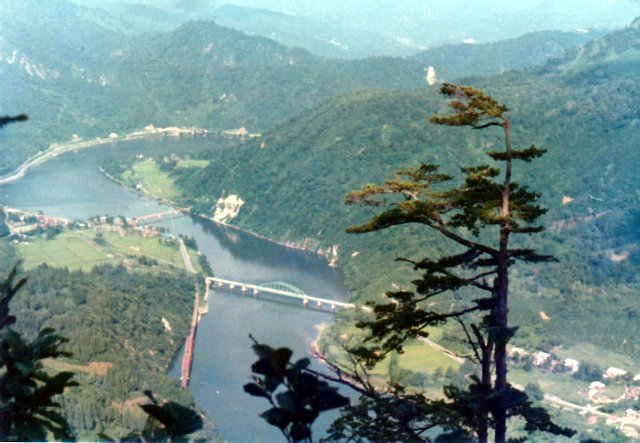
会津蒲生岳より見る只見川と寄岩橋。

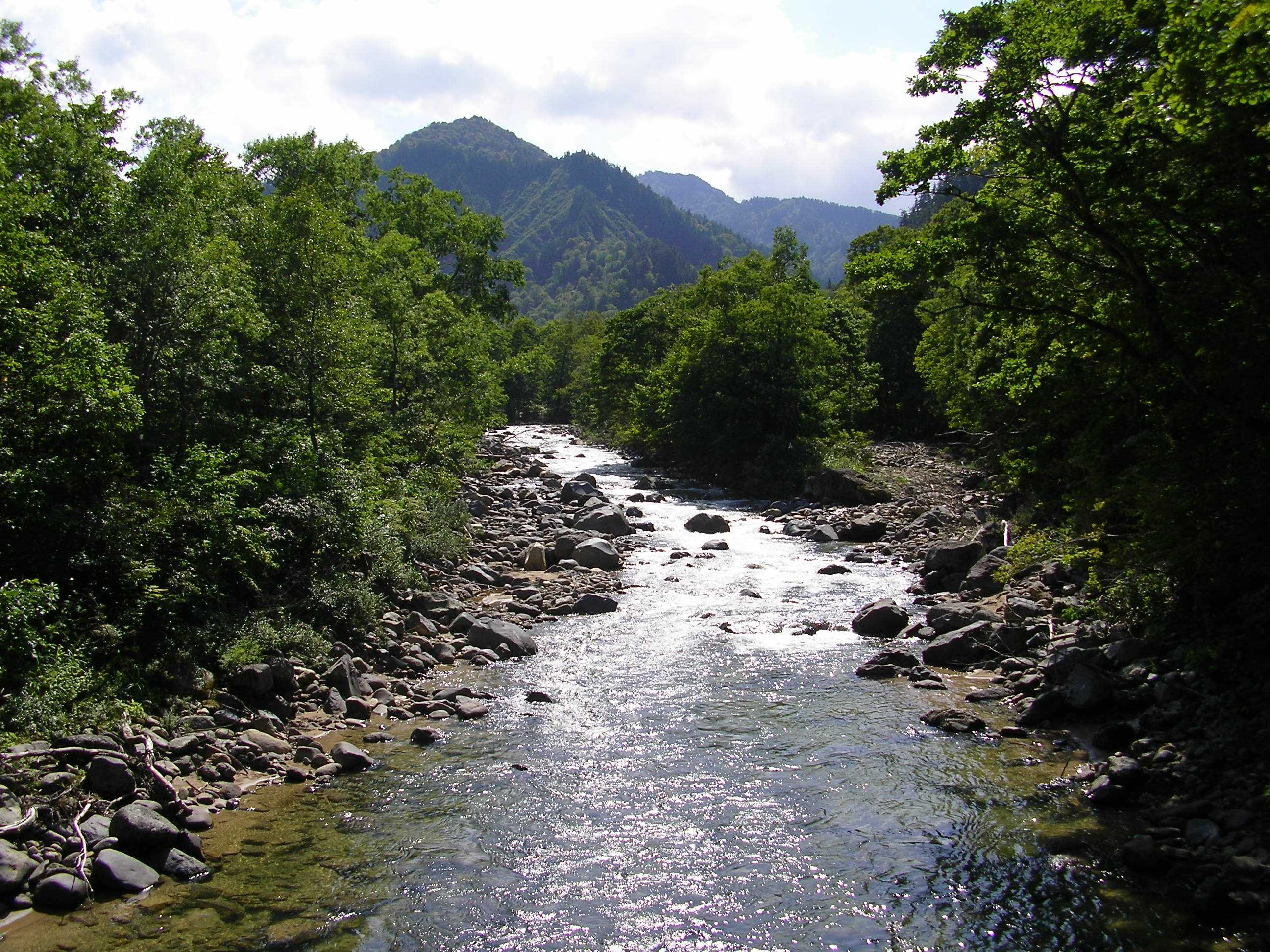
奥只見湖より更に上流部の只見川。新潟・福島県境の金泉橋にて

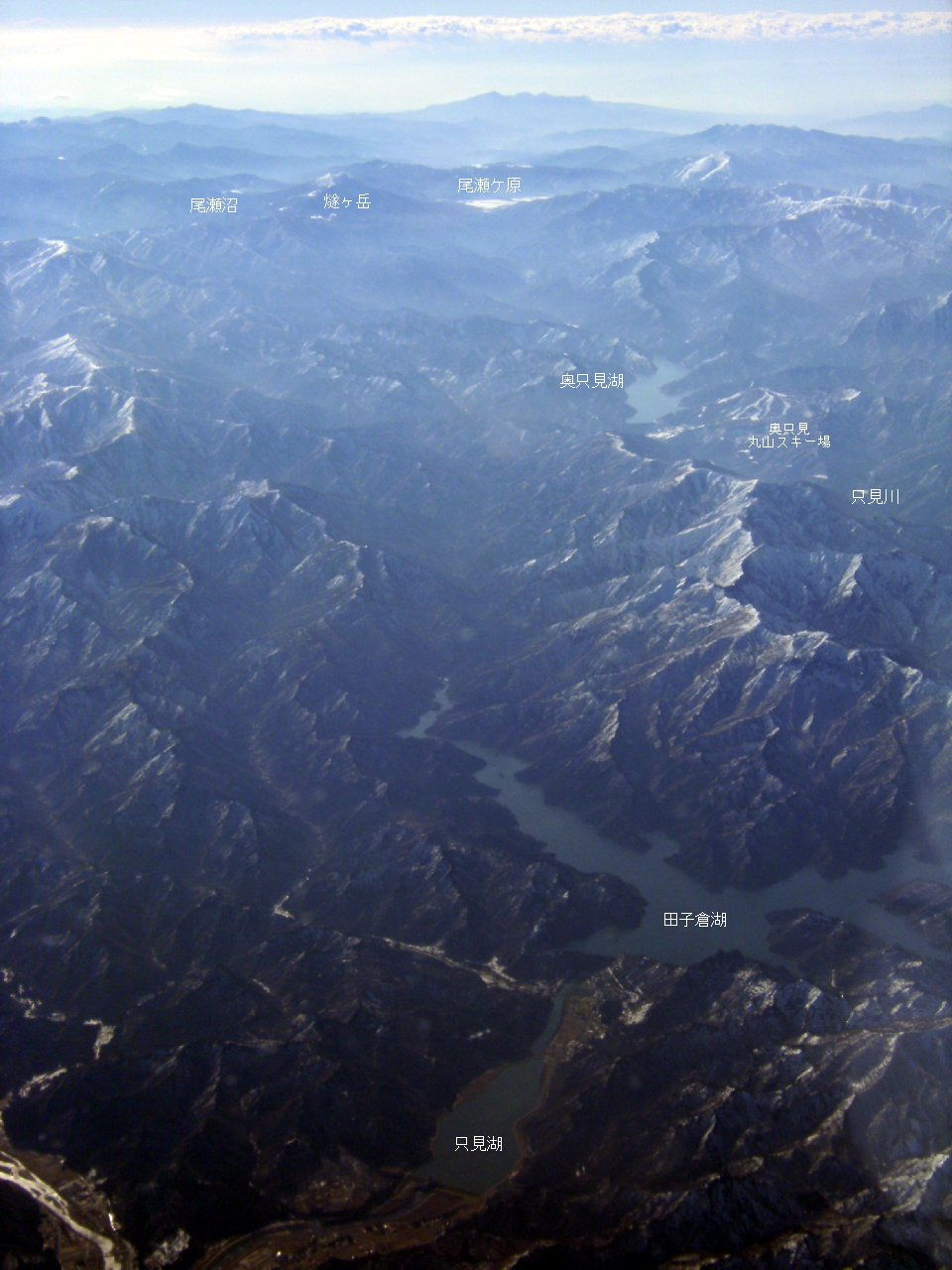
阿賀野川水系最大の支流只見川源流部

只見川（ただみがわ）は、福島県の会津地方を中心に流れる阿賀野川水系の一級河川である。阿賀野川水系最大の支川であり本川である阿賀川の上流部よりも流路が長い。

## 地理
群馬県と福島県の境界にある尾瀬沼に源を発し尾瀬を西へ流れる。いくつかの滝を経て新潟県と福島県の県境を北へ流れて福島県南会津郡只見町の田子倉に至るがこの付近までが上流部である。ここから北東へ向きを変えわずかながらの平地と川辺の里山景観を作りながら伊南川、野尻川、滝谷川を合わせ、JR只見線と並行するように流れて会津坂本駅付近至るがこの辺までが中流部である。ここから下流は七折峠に遮られるよう北に流れを変え、福島県喜多方市山都町三津合で阿賀川に合流する。
流域の尾瀬沼から田子倉附近までは銀山平と大津岐以外には集落がない、人跡まばらな土地となっている。銀山平は新潟県魚沼市に属し、江戸時代に銀の採掘により栄えた集落であるが奥只見ダムの完成により大部分が水没している。大津岐は南会津郡檜枝岐村に属し、只見川に大津岐川が合流する地点にある集落で、奥只見ダムの南にあたる。田子倉附近からは、ほかの川とも合わさって若干の平地をなしているため、比較的大きな集落も存在する。雪解けの豊富な水量によりいくつかの渓谷を形作っておりライン下りも盛んである。
2021年（令和3年）10月29日、福島県の只見柳津県立自然公園が越後三山只見国定公園に編入された。只見川中下流部の周辺地域も同時に国定公園に編入されることになった)。

## 流域の自治体
- 群馬県
  - 利根郡片品村
- 新潟県
  - 魚沼市
- 福島県
  - 南会津郡檜枝岐村、南会津郡只見町、大沼郡金山町、大沼郡三島町、河沼郡柳津町、河沼郡会津坂下町、喜多方市

## 河川施設
流域は主に越後山脈に属しているため起伏が激しく落差が非常に大きい。さらに流域は日本でも指折りの豪雪地帯であるため水量が豊かであり、このため只見川は非常なエネルギーを隠し持っているといえる。かつては下流の町々で増水時に氾濫を起こすなどしたが、太平洋戦争後1951年（昭和26年）に国土総合開発法に基づく只見特定地域総合開発計画の対象地域に指定された後は電源開発がすすみ、水力発電によりこのエネルギーを有効に活用できるようになった。それまでにも水力発電所の計画は東京電燈や日本発送電により行われていたが、電源開発、東北電力等により田子倉より下流に相次いで只見ダム、滝ダム、本名ダム、上田ダム、宮下ダム、柳津ダム、片門ダムといった多数のダムが完成し、上流には田子倉ダムや奥只見ダム、大鳥ダムという特に大きなダムが作られている。
ただしこれらのダムは何れも発電専用ダムであり、治水ダムや多目的ダムは全く建設されていない。かつて1960年代には支流の伊南川に大桃ダムという多目的ダムが建設省によって計画されてはいたが、立ち消えになっている。

## 支川
- 銀山川
- 滝谷川
  - 東川
- 大谷川
- 沼沢川
- 入原川
- 野尻川
  - 玉川
    - 見沢川
      - 畑沢川
      - 輪ノ沢川

  - 柳沢川
- 風来沢川
- 山入川
  - 打越川
  - 大岐川
- 塩沢川
- 小塩沢川
- 浦生川
- 叶津川
- 伊南川
  - 楢戸川
  - 小川沢川
  - 後田川
  - 初瀬川
  - 黒谷川
    - 大白沢川
    - 小幽沢川
    - 大幽沢川

  - 布沢川
    - 太田川

  - 野々沢川
  - 塩岐川
  - 下山沢川
  - 富沢川
  - 深沢川
  - 鹿水川
  - 小屋川
  - 久川
  - 小滝川
  - 白沢川
  - 宮沢入川
  - 舘岩川
    - 西根川
    - 湯の岐川
    - 鰌沢川
    - 伊与戸川
    - 保城川
    - 自源寺川

  - 下の沢川
    - 上の沢川

  - 舟岐川
- 田の口沢川
- 白戸川
- 柚沢
  - 南沢
  - ミノコクリ沢
- 大津岐川
  - 一の沢
  - 滝沢
  - 大ヨッピ川
- ヨッピ川
  - 猫又川
- 北ノ又川
  - 中ノ岐川
  - 中荒沢川

## 交通

### 並行する交通
JR只見線は会津坂本駅（河沼郡会津坂下町）附近から田子倉駅（南会津郡只見町、現在は廃止）附近までこの川に沿って走り、国道252号も河沼郡会津坂下町・柳津町・大沼郡三島町・金山町・南会津郡只見町の内でこの川に沿っており、奥会津とよばれる秘境地帯である。
なお檜枝岐村と只見町（奥只見ダム - 大鳥ダム - 田子倉ダム）の間は只見川に並行する道路が一切ない人跡未踏の地（途中にある大鳥ダムは一般人通年立ち入り禁止）であるため、檜枝岐村と只見町は陸続きでありながら直接の行き来が不可能となっている（南会津町経由または新潟県魚沼市経由で大きく迂回する形。但し魚沼市経由ルートは冬期閉鎖）。

### 橋梁
下流より記載
- 川井橋（福島県道151号山都柳津線）
- 西羽賀橋（福島県道340号上郷舟渡線）
- 片門橋（福島県道341号別舟渡線）
- 只見川橋（磐越自動車道）
- 藤大橋（国道49号）
- 柳津橋 （国道252号）
- 観月橋（福島県道151号山都柳津線）
- 瑞光寺橋（国道252号）
- 飯谷大橋（柳津町道出倉野老沢線）
- 麻生大橋（柳津町道持寄麻生線）
- 第一只見川橋梁（只見線会津檜原 - 会津西方間）
- 歳時記橋（西方地区農免道路）
  - 全長：147.0 m
  - 幅員：6.5 m
  - 形式：鋼上路式ローゼ橋
  - 竣工：1992年[2]
- 第二只見川橋梁（只見線会津西方 - 会津宮下間）
- 三島大橋
- 高清水橋（国道252号宮下バイパス）
- 第三只見川橋梁（只見線会津宮下 - 早戸間）
- 早三橋
- 水沼橋（国道252号）
- 第四只見川橋梁（只見線会津水沼 - 会津中川間）
- 上井草橋
- 第五只見川橋梁（只見線会津川口 - 本名間）
- 西谷橋（国道252号）
- 第六只見川橋梁（只見線会津本名 - 会津越川間）
- 本名橋（国道252号） - 本名ダムに併設
- 湯倉橋（国道252号本名バイパス）
- 西部橋
- 二本木橋（国道252号）
- 第七只見川橋梁（只見線会津横田 - 会津大塩間）
- 四季彩橋
- 田沢橋
- 滝橋
- 十島橋
- 寄岩橋（国道252号）
- 第八只見川橋梁（只見線会津塩沢〜会津蒲生間） - 桟道橋
- 蒲生橋（国道252号）
- 五礼橋
- 柴倉橋
- 常盤橋（国道289号）
- 町下橋
- 万代橋
- 下大鳥橋
- 上大鳥橋 -
- 金泉橋[3]（国道352号）

## ギャラリー

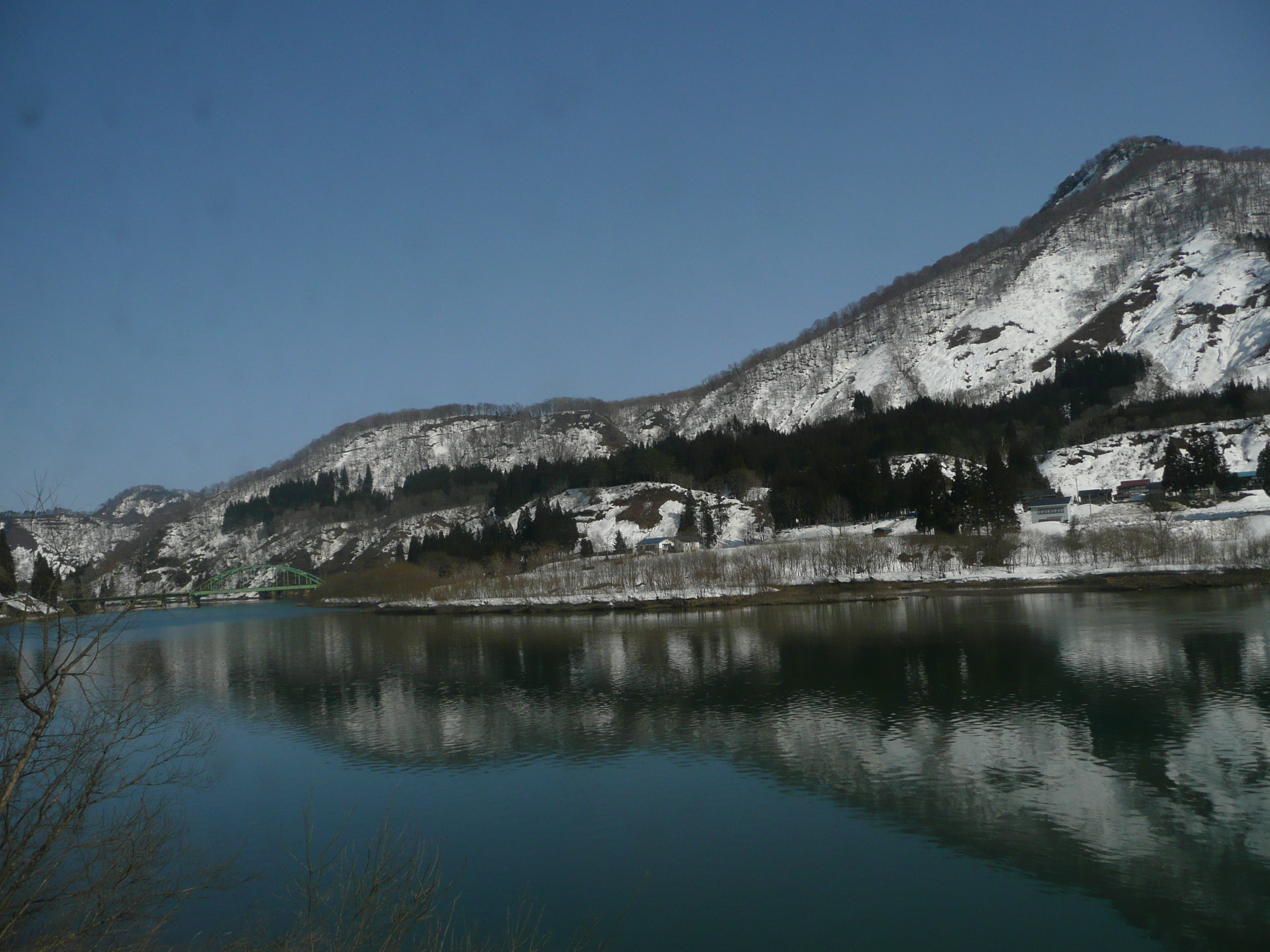
只見線車窓より。鷲ヶ倉山が川面に映える。（2008年3月22日）
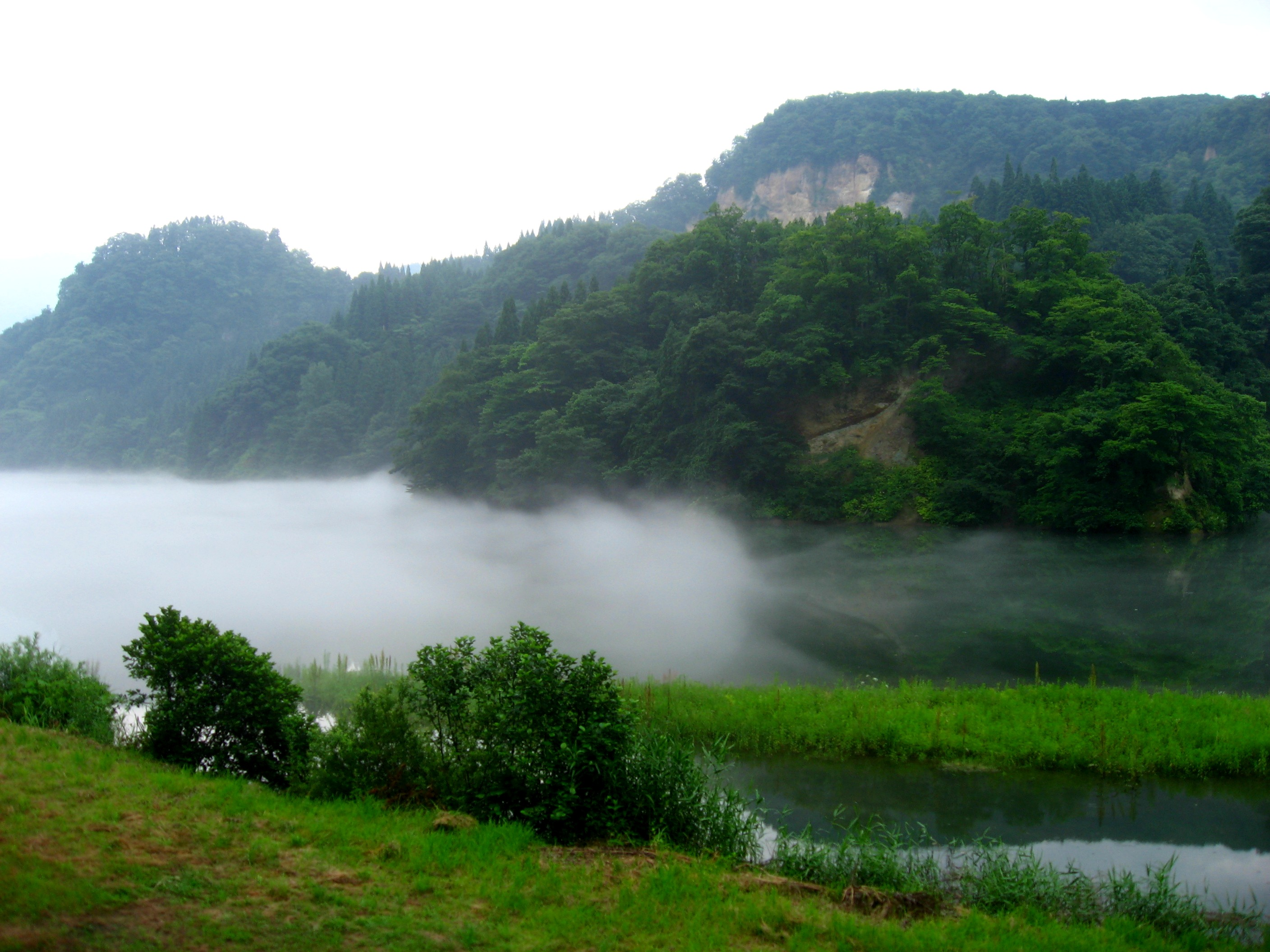
只見川の川霧。金山町
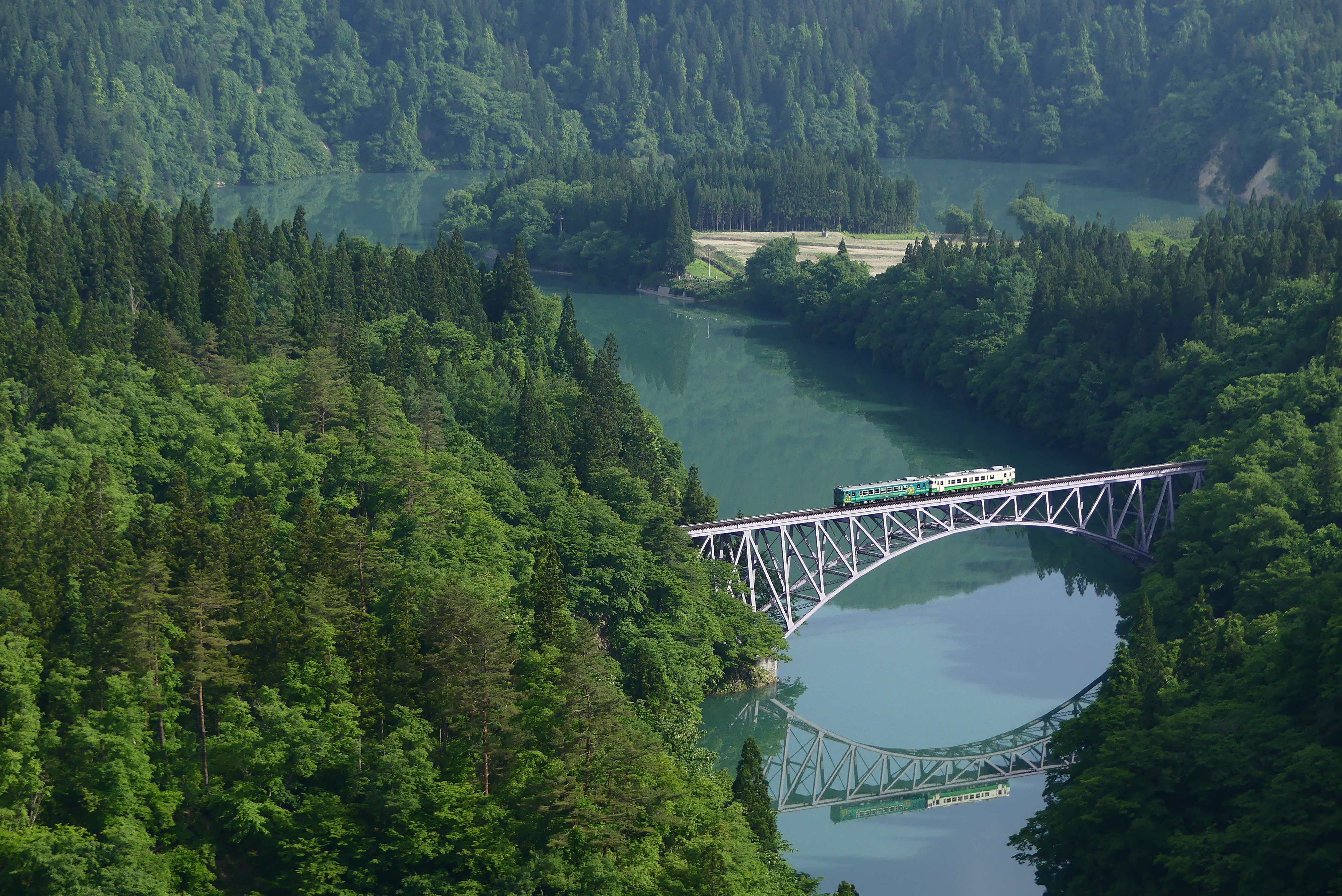
第一只見川橋梁を渡る只見線の車両（2018年5月26日）
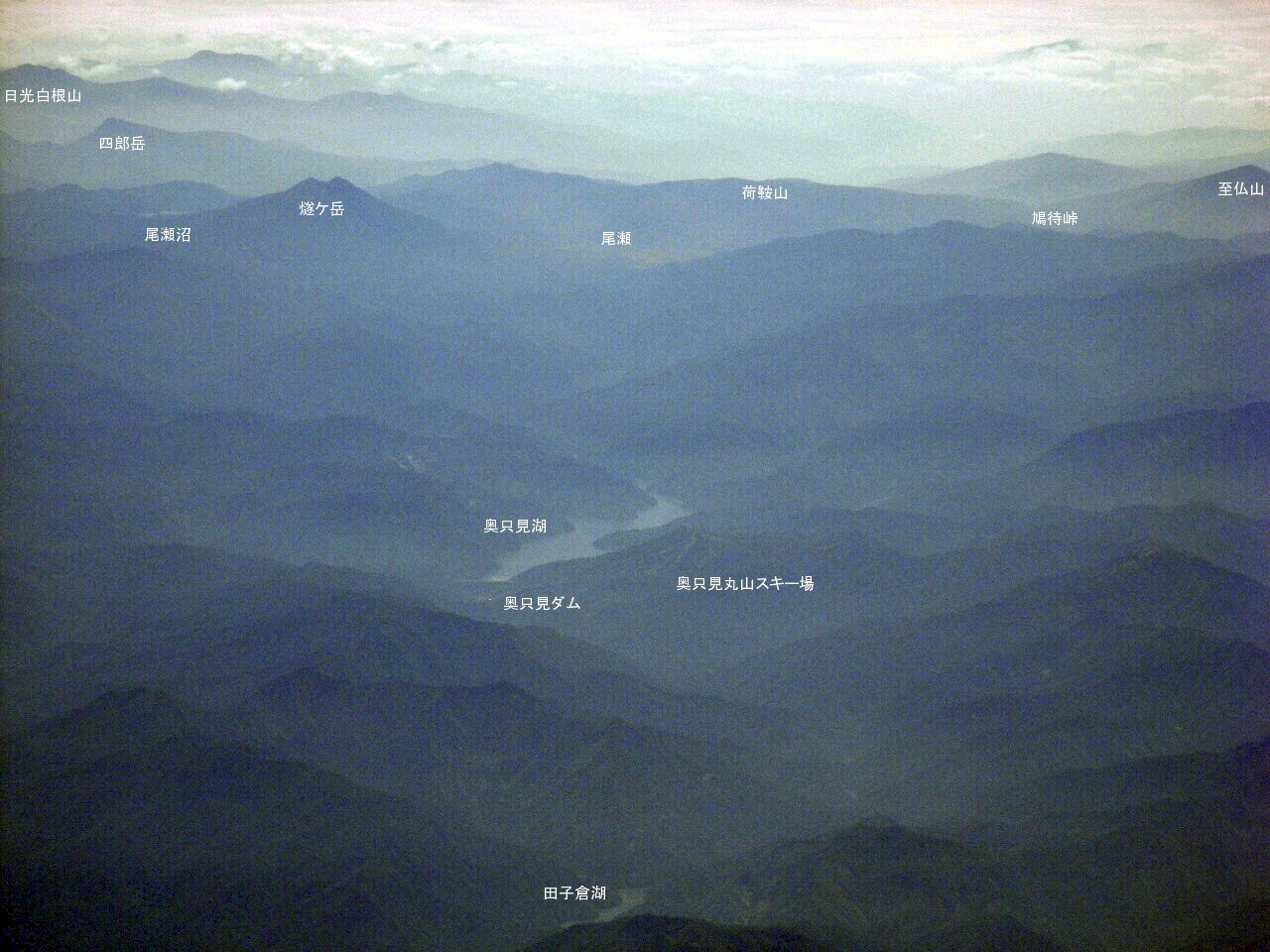
只見川最上流部尾瀬沼・尾瀬から田子倉湖と燧ヶ岳
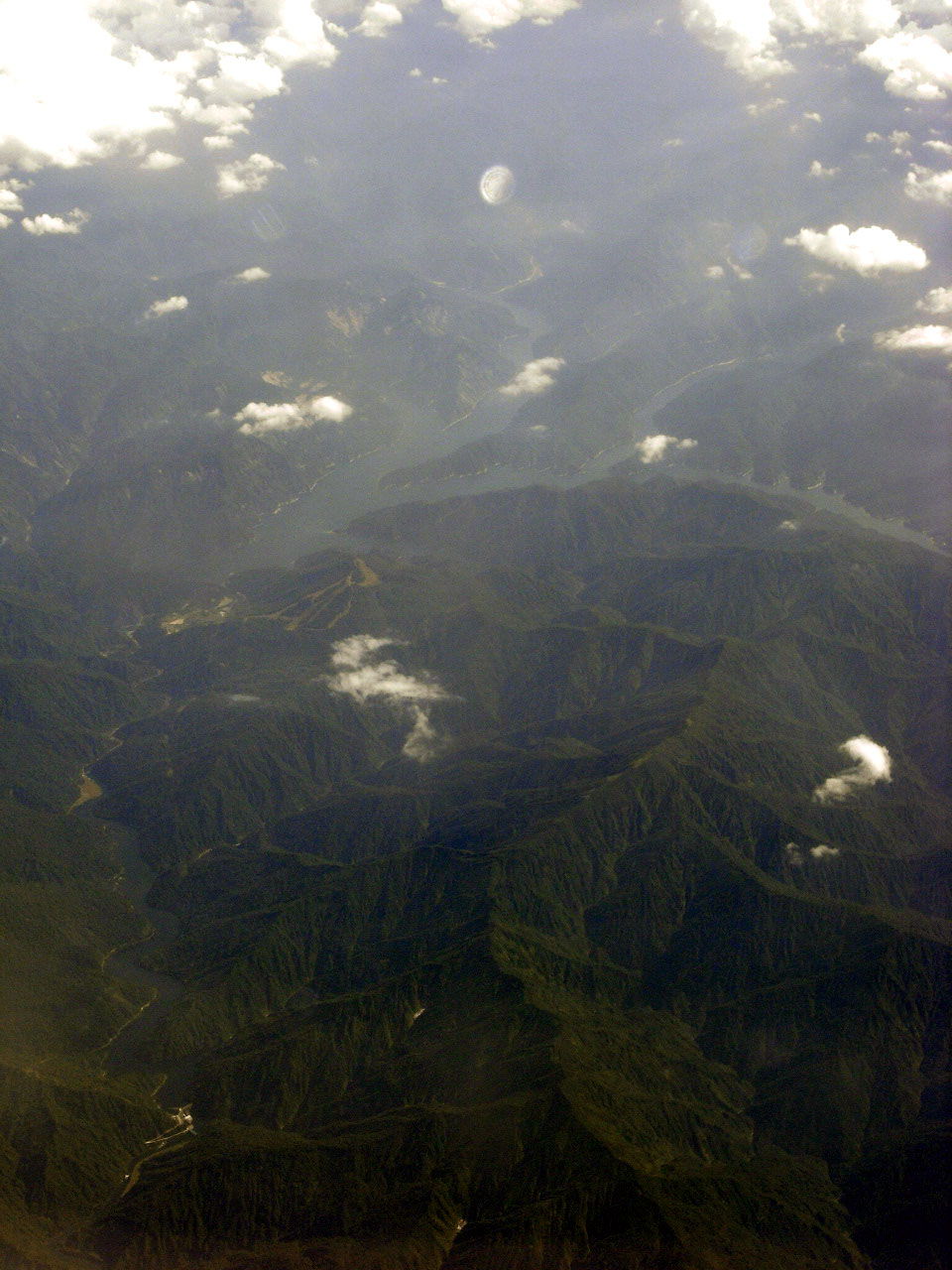
上流より奥只見湖、大鳥ダム湖。奥只見丸山スキー場も確認できる。
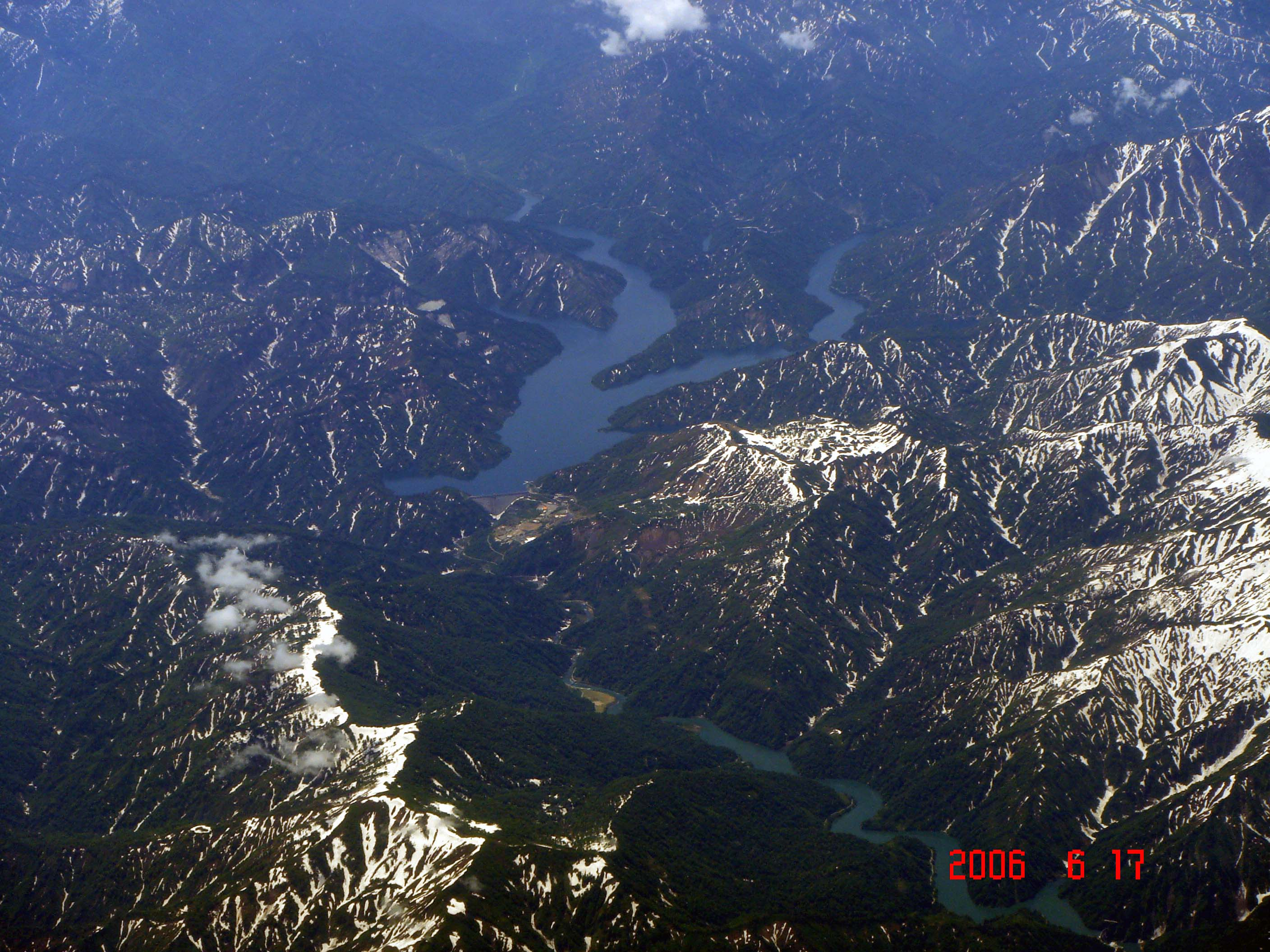
大鳥ダムと大鳥ダム湖（右下）
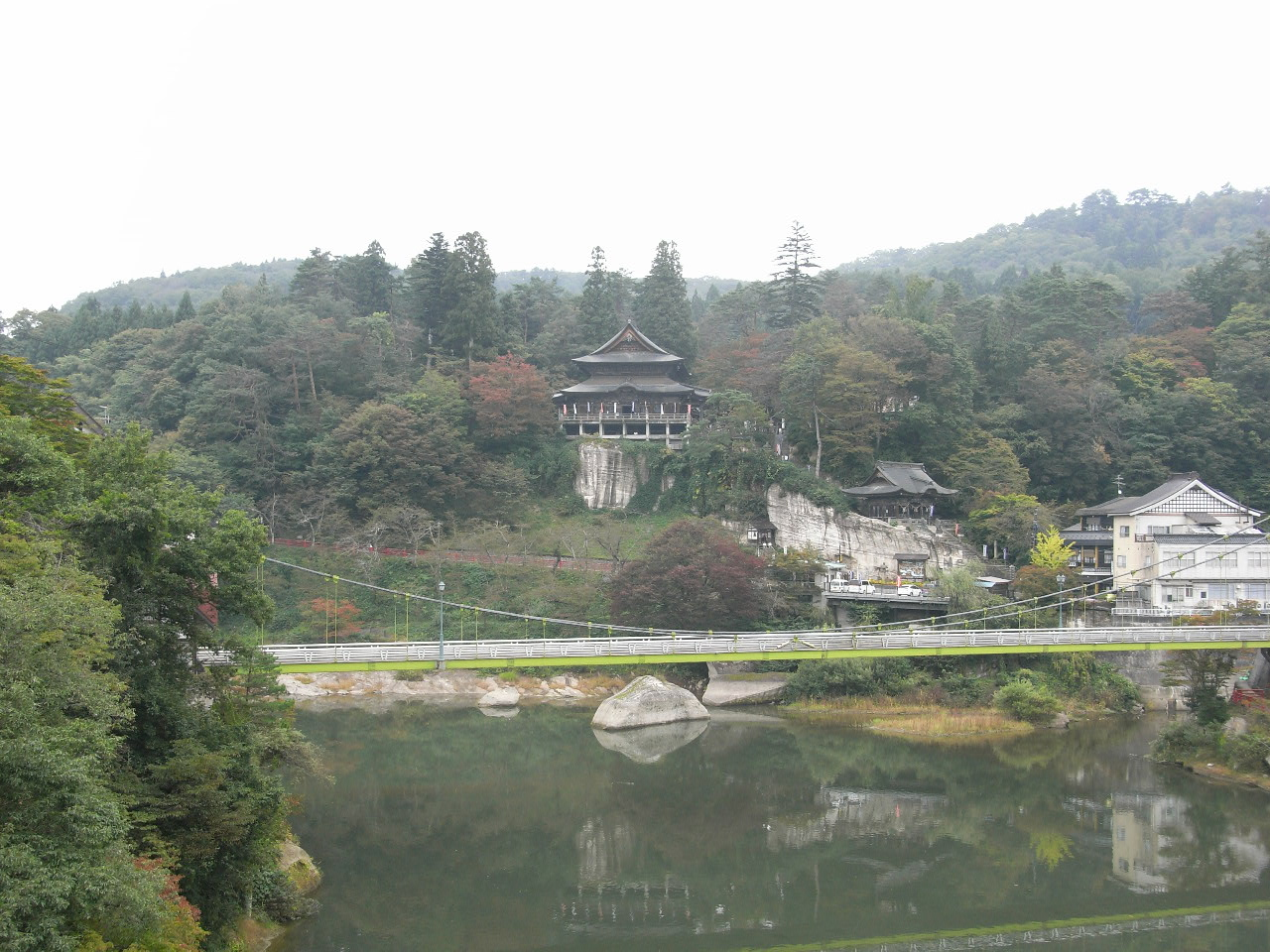
只見川片門ダム湖畔の柳津虚空蔵尊
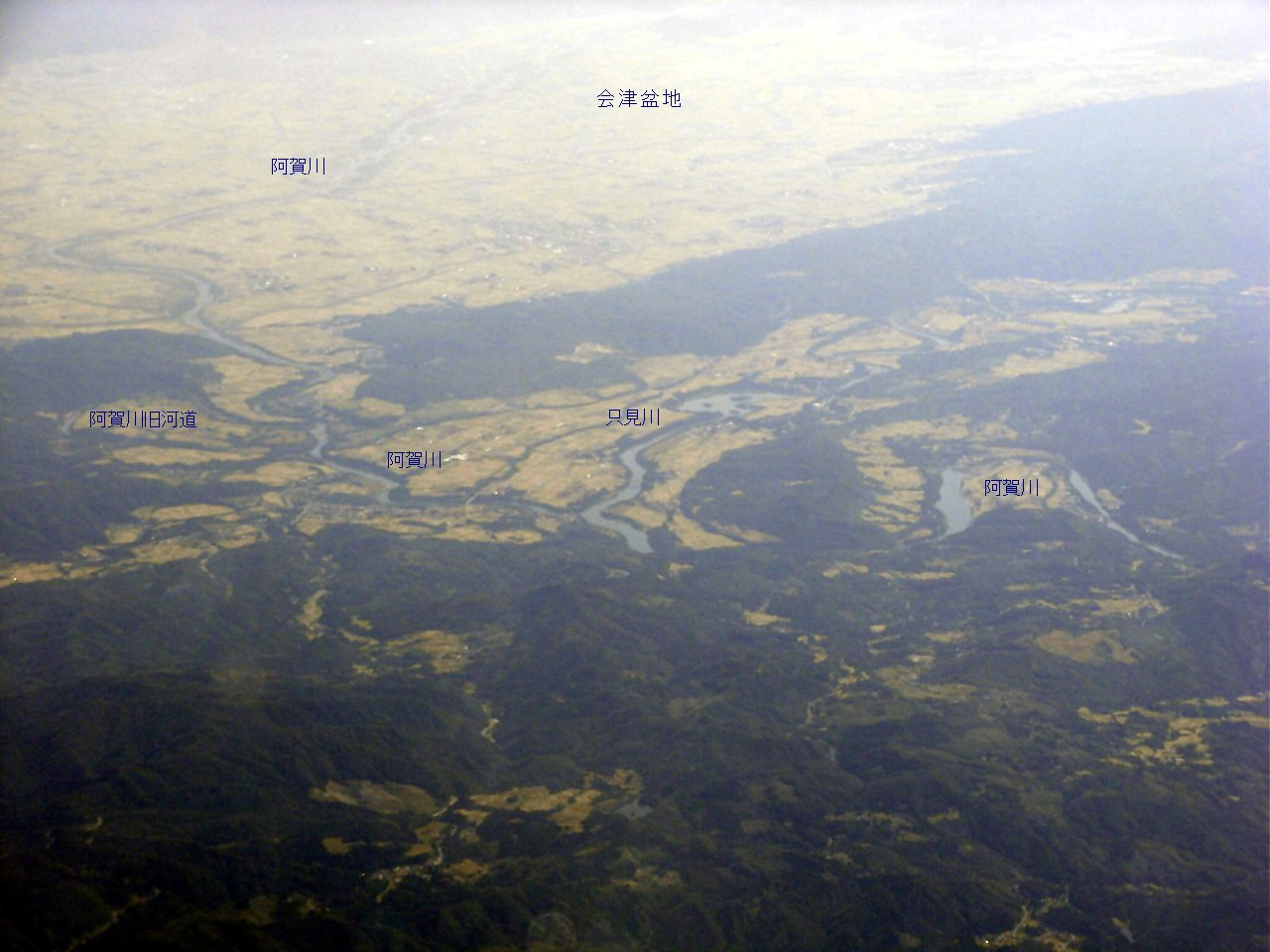
阿賀川合流部付近
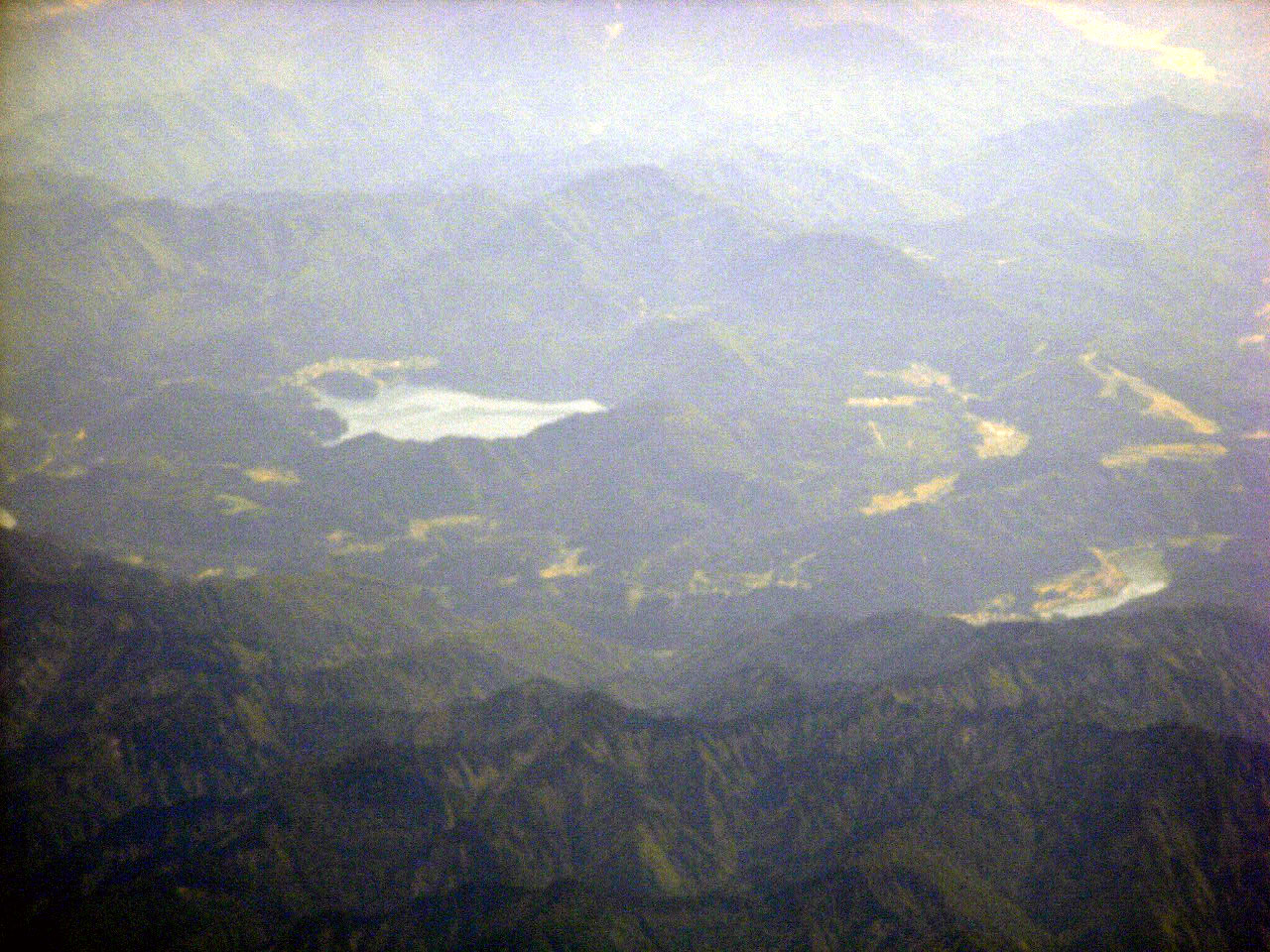
沼沢湖空撮
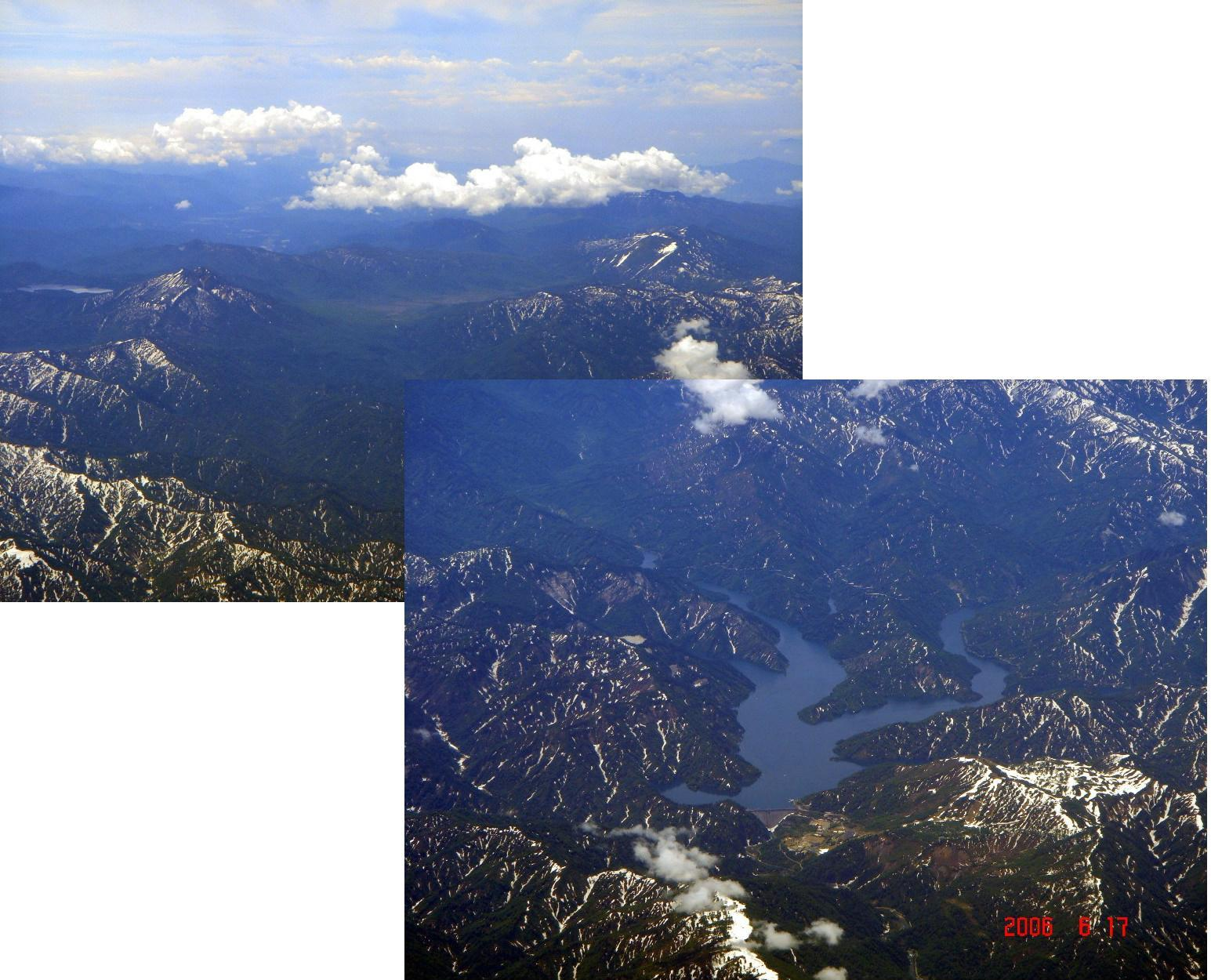
只見川最上流部合成画像。上流より尾瀬沼、尾瀬ヶ原及び奥只見ダム
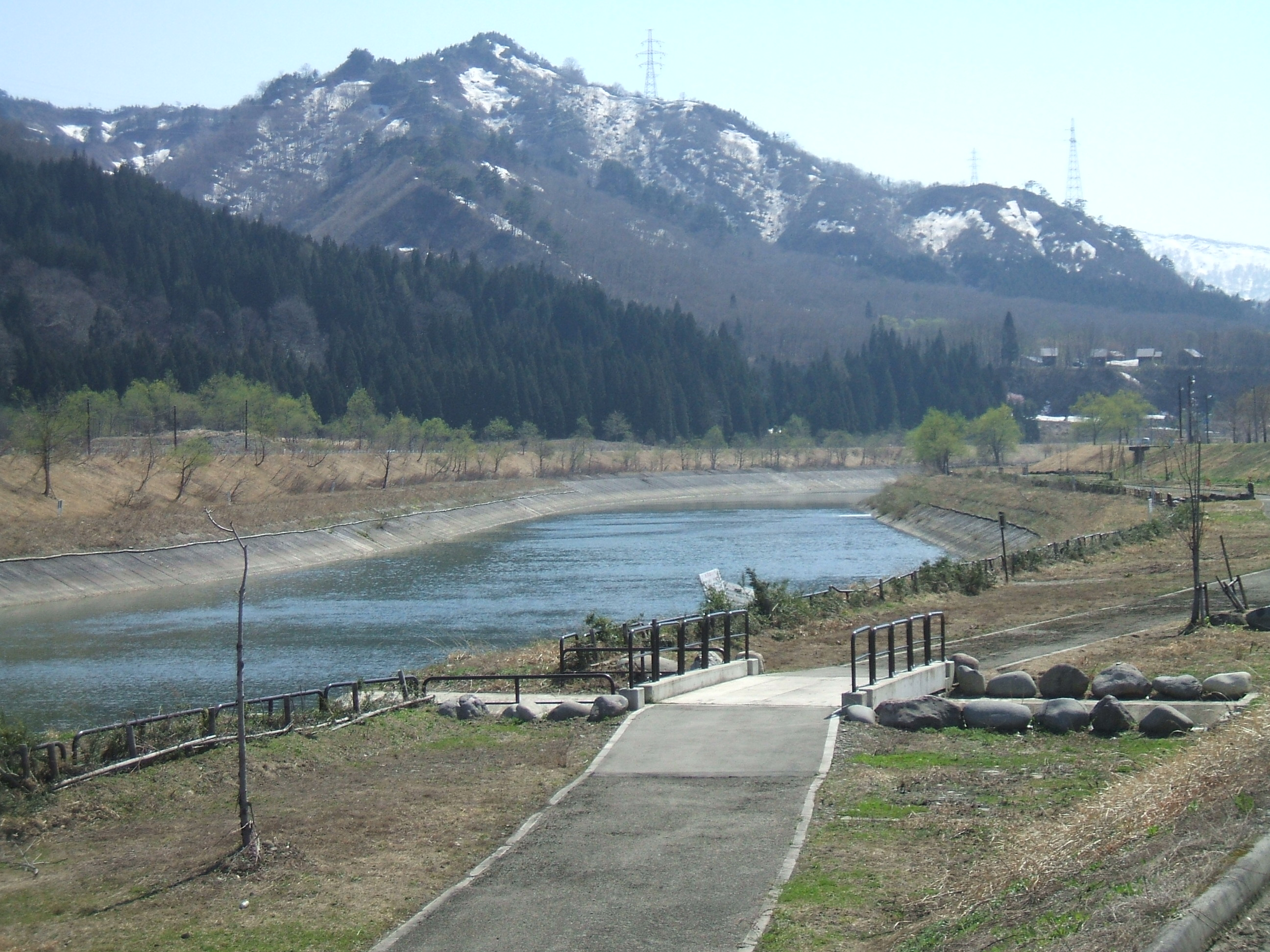
只見町只見付近